# Leksbergs socken
Leksbergs socken i Västergötland ingick i Vadsbo härad, uppgick 1952 i Mariestads stad och området ingår sedan 1971 i Mariestads kommun och motsvarar från 2016 Leksbergs distrikt.
Socknens areal var 28,25 kvadratkilometer varav 28,01 land. År 1950 fanns här 1 263 invånare. En del av Mariestad med stadsdelen, tidigare kungsgården och länsresidenset, Marieholm med Marieholmskyrkan samt kyrkbyn Leksberg med sockenkyrkan Leksbergs kyrka ligger i socknen.

## Administrativ historik
Socknen har medeltida ursprung. 9 oktober 1583 utbröts Mariestads stad och 1584 Mariestads församling.
Vid kommunreformen 1862 övergick socknens ansvar för de kyrkliga frågorna till Leksbergs församling och för de borgerliga frågorna bildades Leksbergs landskommun. Landskommunen uppgick 1952 i Mariestads stad som 1971 ombildades till Mariestads kommun. Församlingen uppgick 2006 i Mariestads församling.
1 januari 2016 inrättades distriktet Leksberg, med samma omfattning som församlingen hade 1999/2000.
Socknen har tillhört län, fögderier, tingslag och domsagor enligt vad som beskrivs i artikeln Vadsbo härad. De indelta soldaterna tillhörde Skaraborgs regemente, Norra Vadsbo kompani och Livregementets husarer, Vadsbo skvadron, Vadsbo kompani.

## Geografi
Leksbergs socken ligger närmast väster om Mariestad med Vänern i norr och Tidan i öster. Socknen är en slättbygd med odlingsbygd och skogsmark. 

## Fornlämningar
Från järnåldern finns fyra gravfält, stensättningar och domarringar. Fyra runstenar har påträffats. 

## Namnet
Namnet skrevs 1380 Lekzbärg och kommer från kyrkbyn. Efterleden är berg och syftar på den höjd kyrkan ligger på. Förleden innehåller lek, 'fågellek, fåglars parningslek' alternativt mansnamnet Lek.